# Drágám, a kölykök összementek!
A Drágám, a kölykök összementek! (eredeti cím: Honey, I Shrunk the Kids) 1989-ben bemutatott amerikai ifjúsági kalandfilm, vígjáték, amelyet Joe Johnston rendezett. A forgatókönyvet Ed Naha és Tom Schulman írta, a zenéjét James Horner szerezte, a producere Penney Finkelman Cox. A Walt Disney Pictures készítette, a Buena Vista Pictures forgalmazta. Folytatása, a Drágám, a kölyök marha nagy lett! című kalandfilm 1992-ben jelent meg.
Amerikában 1989. június 23-án, Magyarországon pedig 1990. május 31-én mutatták be a mozikban.

## Rövid történet
Egy feltaláló gépe véletlenül lekicsinyíti a gyerekeit, akik a saját kertjükben életveszélyes kalandokba keverednek, mire sikerül visszakapniuk eredeti méretüket.

## Cselekmény
Egy Wayne Szalinski nevű tudós és feltaláló a kaliforniai Fresno külvárosában él a családjával. Egy olyan sugárfegyvert próbál létrehozni, amely képes zsugorítani a tárgyakat, de nem tudja megfelelően működésre bírni, a céltárgyak rendre felrobbannak. A feleségével, Diane-nel kötött házassága feszült, mert a feleségnek kell a kenyérkereső szerepet betöltenie, ami aggasztja két gyermeküket, a tizenéves Amy lányukat és a tizenéves Nick fiukat (aki Wayne találékonyságát és intelligenciáját örökölte). Egy reggel szomszédjaik, Mae és Russ Thompson horgásztúrára készülnek, de idősebb fiuk, ifjabb Russ nem túl lelkes, az ő és apja érdeklődési körei gyakran eltérnek. Idősebb Russ ráadásul dühös, hogy fiát kitették az iskolai csapatból. A kisebbik fiuk, Ron azonban izgatott.
Nem sokkal azután, hogy Wayne elutazik egy konferenciára, Ron véletlenül beüti a baseball-labdáját Szalinskiék padlásablakán, ami aktiválja a gépet, és blokkolja annak célzólézerét. Az ifjabb Russ leleplezi Ront, és arra kényszeríti, hogy bevallja Amynek és Nicknek, mit csinált és fizesse ki az ablakban keletkezett kárt. Ron és Nick felmennek az emeletre, hogy visszaszerezzék a labdát és feltakarítsák a rendetlenséget, csakhogy a gép működni kezd és összezsugorítja őket.
A konferencián Wayne-t elbocsátják, mert nem tudja bizonyítani a zsugorító gép működőképességét, és csalódottan távozik, bár Dr. Brainard, a konferencia egyetlen tudósa, aki komolyan vette Wayne-t és az ötletét anélkül, hogy bizonyítékot akart volna, elismeréssel adózik neki. Wayne nagyra értékeli Brainard támogatását, és köszönetet mond neki, amikor együtt távoznak.
Amy és ifjabb Russ is összezsugorodik, amikor elmennek megnézni Ront és Nicket. Amikor Wayne hazatér, megpróbálják felhívni magukra a figyelmét, de a hangjuk túl gyenge, és nem hallja őket. Frusztráltan a sikertelen napja, a gondolkodó kanapéja eltűnése és a törött ablak miatt, Wayne bekattan, és elkezdi szétverni a gépet. Ezután a törmeléket és a gyerekeket egy porfogóba söpri, majd egy szemeteszsákban kiviszi őket a kukába.
A gyerekek kiszabadulnak belőle, és úgy döntenek, kénytelenek lesznek átkelni a kaszálatlan udvar dzsungelszerű vadonján, hogy visszajussanak a házba.
Közben Diane hazatér a munkából, és Wayne-nel kibékülnek az előző esti vitájukból, de hamarosan aggódni kezdenek a hiányzó Amy és Nick holléte miatt.
Miközben megpróbálják magukhoz hívni a kutyájukat, Quarkot, Nick beleesik egy virágba, ifjabb Russ-t pedig egy virágport szedő afrikai méh ragadja el.
Wayne rájön, hogy egy kívülről jövő baseball-labda okozta a padlásablak betörését, de tudja, hogy Nick nem űzi ezt a sportot. Nyomozás közben felfedezi, hogy a gondolkodó kanapéja összezsugorodott, és megörül, mert ez azt jelenti, hogy végre működik a gép. Boldogsága azonban csak rövid ideig tart, amikor rájön, mi történhetett a gyerekekkel, és megpróbálja megkeresni őket, csakhogy véletlenül beindítja a locsolót, aminek következtében kaotikus vízáradat zúdul rájuk. Amy majdnem megfullad, amikor beleesik egy sártengerbe, de ifjabb Russ megmenti őt szájból szájba lélegeztetéssel.
Aznap este Russ és Mae kénytelenek lefújni az utazást, mert fiaik még nem tértek vissza, ezért felhívják a rendőrséget, hogy bejelentsék az eltűnésüket. Wayne elmondja Diane-nek, mi történt a gyerekekkel, és ő is csatlakozik az éjszakai, speciális kereséshez, amiben függeszkedve keresik a gyerekeket, nehogy véletlenül rájuk lépjenek. Végül Diane meggyőzi Wayne-t, hogy mondja el Russnak és Mae-nek, akik az egészből nem hisznek semmit, csak annyit látnak, hogy a feltaláló szomszédjuk nyilván megőrült.
Eközben a gyerekek éhségét Nick egyik eldobott zabpelyhes, krémes süteménye menti meg, de az étkezésüket egy hangya felderítő megzavarja. Ron elhatározza, hogy megszelídíti, hogy hazavigye őket, és hamar megkedvelik a „Hangyát”, aki (némi etetés után) háziállatként követi őket.
Ahogy leszáll az éj, a gyerekek találnak egy Lego blokkot, ahol letáborozhatnak éjszakára, és Russ Jr. és Amy elkezdenek csókolózni, miután bevallották egymás iránti érzéseiket (korábban utálták egymást). Azonban megzavarja a társaságot egy skorpió, amely csapdába ejti Ront a legóban. A Hangya jön, hogy megmentse Ront, de halálosan megcsípi a skorpió, ekkor a gyerekek összefognak és megsebesítik a skorpiót, elűzve azt.
Másnap reggel Nick barátja, Tommy érkezik, hogy elvégezze a szokásos feladatát és lenyírja a füvet. A gyerekek épphogy megmenekülnek, egy földigiliszta odúban keresnek menedéket, Wayne és Diane pedig épp időben állítja meg Tommyt, hogy megmentse őket, amikor a fűnyíró kiszívja őket az odúból és veszélyesen közel kerülnek az éles pengékhez.
Quark véletlenül rájuk talál, és miközben a gyerekek belovagolnak vele a házba, Nick elveszíti a fogását, és beleesik Wayne cheerios táljába. Wayne oda sem figyelve fellapátolja Nicket is egy kanállal, és úgy tűnik, a végzet úgy hozta, hogy tudtán kívül a saját fiát eszi meg reggelire. Amikor Wayne kinyitja a száját, hogy megegye annak tartalmát (és egyúttal Nicket), Quark bokán harapja Wayne-t, így tudatosul benne Nick és a többiek jelenléte.
Visszatérve a padlásra, a gyerekek ráébresztik Wayne-t, hogy a lézer túl sok hőt termelt, ami miatt dolgok robbantak fel, míg a baseball-labda blokkolta ezt. Kijavítja a gépen a hibát, és a szomszéd Russ önként jelentkezik a kockázatos teszthez.
A gyerekek ezután visszakerülnek a normális méreteikbe, és újra találkoznak szüleikkel.
Hónapokkal később, Hálaadáskor a Szalinszkik és Thompsonék, akik már közeli barátok, egy megnagyobbított pulyka felett koccintanak. Russ Jr. és Amy randiznak, míg Ron és Nick barátok lettek, Quark pedig egy megnagyobbított Alpo állateledel csontból eszik. Nick végre megérti azt a viccet, amit Russ Jr. mesélt neki arról, hogy mi az a francia csók, amikor tanulják az iskolai órán az újraélesztést.

## Szereplők
| Szerep                                        | Színész              | Magyar hang        |
| --------------------------------------------- | -------------------- | ------------------ |
| Wayne Szalinski, feltaláló                    | Rick Moranis         | Dunai Tamás        |
| idősebb Russ Thompson, Szalinskiék szomszédja | Matt Frewer          | Gáti Oszkár        |
| Diane Szalinski, Wayne felesége               | Marcia Strassman     | Bencze Ilona       |
| May Thompson                                  | Kristine Sutherland  | Hámori Ildikó      |
| ifjabb Russ Thompson                          | Thomas Wilson Brown  | Bolba Tamás        |
| Ron Thompson                                  | Jared Rushton        | Petrik Péter       |
| Amy Szalinski                                 | Amy O'Neill          | Kiss Erika         |
| Nick Szalinski                                | Robert Oliveri       | Minárovits Péter   |
| Tommy Pervis                                  | Carl Steven          | ?                  |
| Don Forrester                                 | Mark L. Taylor       | Balázs Péter       |
| Gloria Forrester                              | Kimmy Robertson      | Spilák Klára       |
| Dr. Brainard                                  | Lou Cutell           | Horkai János       |
| Rendőrnő                                      | Laura Waterbury      | Menszátor Magdolna |
| Rendőr                                        | Trevor Galtress      | ?                  |
| Harold Boorstein                              | Martin Aylett        | ?                  |
| Lauren Boorstein                              | Janet Sunderland     | ?                  |
| Frederickson professzor                       | Craig Richard Nelson | Konrád Antal       |
| ?                                             | ?                    | Izsóf Vilmos       |
| ?                                             | ?                    | Kiss Mari          |
| egyéb speciális hangok                        | Frank Welker         | ?                  |

## Fordítás
- Ez a szócikk részben vagy egészben  a   Honey, I Shrunk the Kids című angol Wikipédia-szócikk fordításán alapul.  Az eredeti cikk szerkesztőit annak laptörténete sorolja fel. Ez a jelzés csupán a megfogalmazás eredetét és a szerzői jogokat jelzi, nem szolgál a cikkben szereplő információk forrásmegjelöléseként.